# L'Amour aux temps du choléra
L'Amour aux temps du choléra (en espagnol : El amor en los tiempos del cólera) est un roman du Colombien Gabriel García Márquez, prix Nobel de littérature. Il s'agit d'une histoire d'amour de cinquante ans durant lesquels un homme attend la femme qu'il aime, mariée à un autre.

## Synopsis
Dans une petite ville des Caraïbes, à la fin du XIXe siècle, un jeune télégraphiste, Florentino Ariza, pauvre, maladroit, poète et violoniste, tombe amoureux fou de Fermina Daza, l’écolière la plus ravissante que l’on puisse imaginer. Sous les amandiers d’un parc, il lui jure un amour éternel et elle accepte de l’épouser. Pendant trois ans, ils ne feront que penser l’un à l’autre, vivre l’un pour l’autre, rêver l’un de l’autre, plongés dans l’envoûtement de l’amour.
Mais un jour, après avoir été éloignée un temps de lui, l’irrésistible Fermina prend pour époux Juvenal, préférant un jeune et riche médecin à la passion invincible du médiocre Florentino.
Fermina et Juvenal gravissent avec éclat les échelons de la réussite en même temps qu’ils traversent les épreuves de la routine conjugale. Repoussé par Fermina, Florentino se réfugie dans la poésie et entreprend une carrière de séducteur impénitent et clandestin. Toute sa vie, en fait, n’est tournée que vers un seul objectif : se faire un nom et une fortune pour mériter celle qu’il ne cessera jamais d’aimer en secret et avec acharnement chaque instant de chaque jour pendant plus d’un demi-siècle.

## Personnages

### Fermina Daza
D’une arrogance naturelle, elle marche la tête haute avec une démarche « de biche ». Elle a des yeux en amande, une poitrine altière et une longue chevelure, peignée en tresse. Dernier point : elle fume en cachette, une habitude qu’elle gardera jusqu’à sa mort.
Jeune : D’une nature plutôt craintive voire naïve, elle possède toutefois un caractère peu versatile, et a beaucoup de difficultés à revenir sur ses décisions.
Adulte : Résignée face à son sort, elle obéit sans plus poser de questions. Elle tombe dans le filet des conventions et des préjugés de son nouveau milieu, prisonnière tout comme son mari de l’habitude inhérente aux couples mariés.
Vieille : Elle se sent seule, car elle vit mal son deuil. Elle se repasse son passé, sans remords mais avec nostalgie.

### Florentino Ariza
Il a un visage émacié, des cheveux d’Indien domptés avec de la pommade odorante et des lunettes de myope, lui donnant un air désemparé. Il porte toujours des vêtements sombres anachroniques.
Jeune : Violoniste surdoué, poète, il est fou amoureux de Fermina, au point de pouvoir tout faire pour elle.
Adulte : Repoussé par Fermina, il tente de l’oublier en prenant des dizaines de maîtresses. Ces relations, souvent uniquement sexuelles, ne la lui feront pas oublier pour autant. Il attend patiemment la mort du mari de Fermina, et en attendant, grimpe un peu involontairement dans la hiérarchie de la société pour laquelle il travaille. « Il est laid et triste […] mais il est tout amour. »
Vieux : Il a toujours autant de maîtresses et il se sent faiblir. Mais la nouvelle de la mort du mari de Fermina lui redonne de la vitalité.

### Juvenal Urbino
On décrit son physique peu de fois dans le livre ; on précise seulement qu’adulte il se laisse pousser une moustache et qu’il a mal au dos. On parle aussi de "la pureté [de ses] lèvres entre la barbe ronde et noire et les moustaches aux pointes effilées". Il est dit aussi "lorsque le docteur Juvenal Urbino s’était bandé les yeux et qu’elle avait vu l’éclat de ses dents parfaites entre ses lèvres roses, elle avait éprouvé un irrésistible désir de le manger de baisers."
Jeune : Docteur, fils d’un docteur riche et connu, il est très absorbé par sa tâche, à savoir l’éradication de l’épidémie de choléra. Très sérieux et très savant, bon danseur et spécialiste de l’improvisation au piano, il est un célibataire très apprécié, avant de rencontrer Fermina. Il est l’opposé de Florentino : actif, visible, élégant.
Adulte : Peu à peu ensorcelé par les « sortilèges de l’habitude », il adopte un mode de vie basé sur de petits rituels quotidiens, auxquels participe largement sa femme. Ses enfants prennent toute l’affection de leur mère, ce qu'il supporte difficilement.
Vieux : Les enfants partis, lui et sa femme vivent en vieux couple, heureux mais pétris par l’habitude. Il meurt finalement en voulant rattraper son perroquet.

## L’époque
On peut dater très précisément certains événements du livre : la veille de sa mort, Jeremiah de Saint-Amour et sa maîtresse ont vu « un film adapté d’un livre qui avait été à la mode l’année précédente et que le docteur Urbino avait lu le cœur déchiré par la barbarie de la guerre : À l’ouest rien de nouveau ». Nous sommes donc en 1930, et il meurt le dimanche de Pentecôte, soit le 8 juin. Ceci sera confirmé par la chanson Ramona, issue du film de 1928, fredonnée peu après par Fermina Daza.
Juvenal Urbino meurt le même jour, et ceci « cinquante ans, neuf mois et quatre jours » après la rupture de Florentino Ariza et Fermina Daza, qui donc a lieu le 4 septembre 1879. Fermina, qui a 72 ans à la mort de son mari, doit être née en 1858, et Florentino, qui « a 4 ans de plus qu’elle », en 1854.

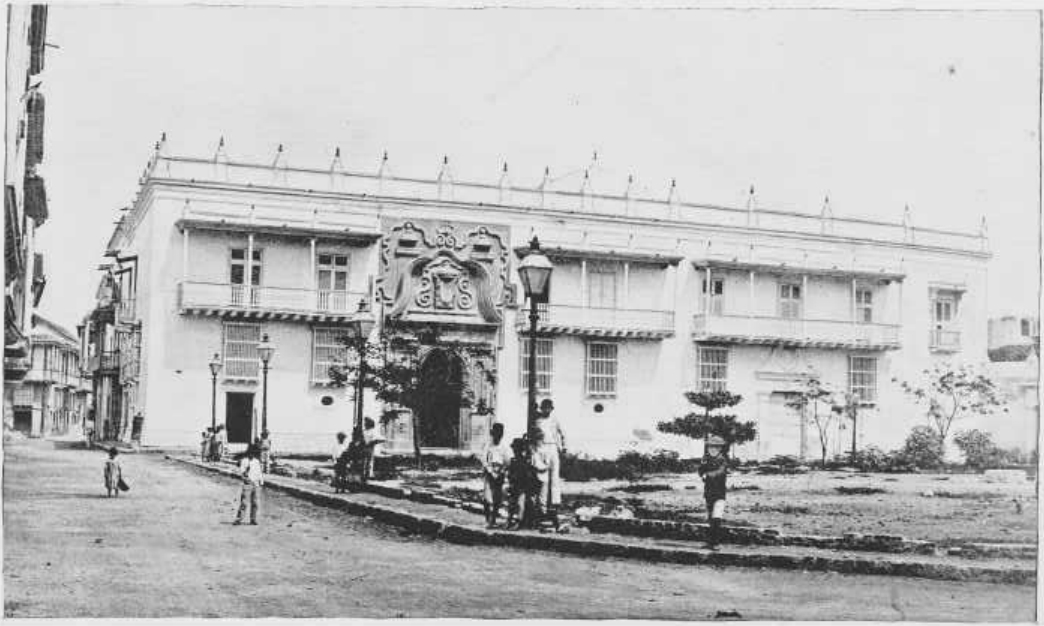
Carthagène des Indes : la place Bolívar et le palais de l'Inquisition en 1893.

Le livre se déroule donc de 1877, date probable de leur rencontre (deux ans avant la rupture de Florentino et Fermina), à 1932, date probable de leur croisière sur le rio Magdalena (deux ans après la mort de Juvenal).
Les événements réels cités concordent avec ces datations à quelques exceptions près.
L’épisode du trafic d’armes de Joseph Conrad sur le Saint-Antoine, dans lequel Gabo fait intervenir le père de Fermina, ne peut se situer qu’en septembre 1876 (mais il est, tel quel, historiquement contesté). La date du mariage de Juvenal et Fermina, environ deux ans après la rupture avec Florentino, est crédible, puisqu’ils assistent en voyage de noces à la « première des Contes d’Hoffmann », qui eut lieu le 10 février 1881 à l’Opéra-Comique de Paris. Mais García Márquez indique que Victor Hugo est déjà mort à cette date, ce qu’il ne fera en réalité qu’en 1885.
Le vol en ballon à San Juan a lieu lors des « festivités du siècle nouveau », en 1900. Toutefois, il est peu probable que « Juvenal Urbino et son épouse [aient] connu l’émotion du vol à l’Exposition universelle de Paris » avant cette date, le premier vol datant de 1903, et le premier vol parisien étant celui de Santos-Dumont en 1906. Ils n’auraient pu assister à un vol de l’Exposition que bien plus tard, en 1925.
Lorsque Fermina Daza revient de son exil conjugal à Flores de María, Florentino Ariza la voit à la première de Cabiria (film de Giovanni Pastrone dont les intertitres sont de Gabriele D’Annunzio, sortie en Italie en 1914) : ce ne peut être qu’en 1915 ou 1916.
Simón Bolívar a porté dans ses bras à Turbaco « pendant son voyage malheureux vers la mort » l’oncle Leon XII, qui se retire a 92 ans et laisse donc les rênes à Florentino entre 1922 et 1927.
Le passage de Charles Lindbergh sur le Spirit of St. Louis en Colombie (dont Carthagène) est daté du 26 janvier 1928.

## Les lieux

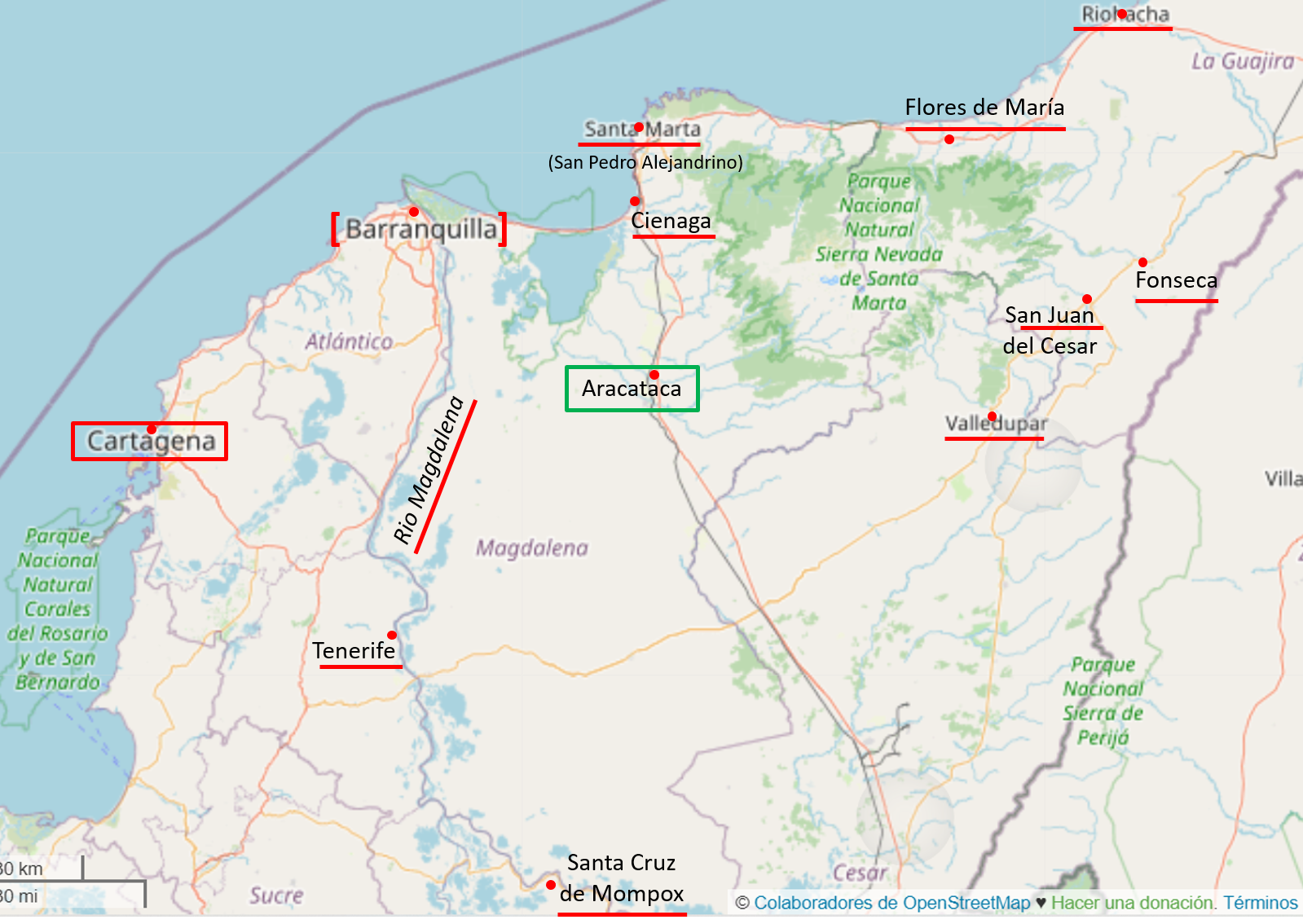
Les lieux de "L'amour aux temps du choléra"

García Márquez ne mentionne jamais dans le roman le nom de la ville principale de l’intrigue, et pour cause : celle-ci est composite.
Les nombreuses références géographiques (muraille, baie, Manga, rue des Saints-de-Pierre [mais pas celle des Fenêtres…], portail des Friandises [qui se serait autrefois appelé portail des Écrivains ?] ; historiques (rôle colonial, épidémie de choléra, construction du « nouveau » marché [à l’emplacement de l’actuel Centre de conventions], naufrage du galion San José en 1708) ; culturelles (jeux Floraux) ; politiques (Raphaël Nuñez)… ne laissent pas de doute sur le fait qu’il s’agit pour l’essentiel de Carthagène des Indes. Pour autant, certains lieux cités sont imaginaires ou renommés (le parc des Évangiles pourrait être la place Fernando Madrid).
En revanche, la situation de la ville à l’embouchure du rio Magdalena est celle de Barranquilla : la navigation sur le fleuve joue un rôle important dans le roman et la compagnie de navigation fluviale fut effectivement fondée par l’Allemand Juan Bernardo Elbers,.
De même pour les hydravions Junkers, ces « boîtes à macchabées » selon Florentino, qui remontaient le rio Magdalena dans années 1920 depuis Barranquilla. San Nicolas de las Barrancas, nom du zoo où est recueilli le lamantin orphelin, est d’ailleurs un nom ancien — à peine altéré — de Barranquilla.
Certains lieux ou monuments sont de plus imaginaires, comme le laisse entendre García Márquez pour le « palais du marquis de Casalduero, dont l’existence ne fut jamais démontrée ».
Hors de la ville, le périple de Florentino remonte le rio Magdalena de Barranquilla vers Tenerife, Barranco de Loba, jusqu’à Caracoli, faubourg de Honda d’où les passagers rejoignaient Bogotá par voie terrestre. Lors de son second voyage, celui en compagnie de Fermina Daza, le vapeur ne remonte que jusqu'à La Dorada, d’où on pouvait prendre un train pour Girardot et Bogotá.
L’exil de la jeune Fermina est quant à lui situé dans le Cesar, à Valledupar et Manaure, où elle se rend à dos de mule en traversant la Sierra Nevada, puis dans la Guarija, de San Juan del César et Fonseca jusqu’à Rio Hacha, dont elle revient par mer. Le trajet de retour à Barranquilla ou Cartagena pouvait effectivement être fait autrefois par goélette, plus sûre que la route en des temps troublés par le banditisme et les guerres civiles.
Le vol en ballon de la ville à San Juan de la Ciénaga (ce dernier nom est à vrai dire le fruit d’un télescopage, cette ville ayant hésité au cours de son histoire entre ceux de Ciénaga et de San Juan…) confirme la localisation de Carthagène, la distance entre elles étant bien de 30 lieues [143 kilomètres] « en ligne droite ». L’auteur cite d’ailleurs à cette occasion le nom de Cartagena de Indias, mais uniquement parce qu’elle est survolée par Juvenal et Fermina lors de ce vol, comme le village lacustre de Trojas de Cataca.
Paris tient enfin une place non négligeable dans l’œuvre : les études, puis le voyage de noces de Juvenal Urbino lui font garder un attachement constant à la ville, dont il continuera à recevoir livres et musique, et dans laquelle le couple Urbino fera au moins trois autres séjours.
Mais, dit García Márquez comme avec regret, « ils avaient parcouru le monde entier, sauf leur pays ».
Aujourd’hui Gabo a rejoint ses personnages sur le lieu de son roman : ses cendres reposent au cloître de la Merced de Carthagène.

## Dans la culture

### Cinéma
L'Amour aux temps du choléra est l'adaptation en film par le Britannique Mike Newell en 2007.
Produit par les studios d'Hollywood (Stone Village Pictures), le film comporte des chansons originales de Shakira et a été tourné en anglais, pour l'essentiel à Carthagène en Colombie. La distribution est internationale avec l'Italienne Giovanna Mezzogiorno, l'Espagnol Javier Bardem, l'Américain Benjamin Bratt, le Colombien John Leguizamo ou la Brésilienne Fernanda Montenegro.

### Musique
Le titre du roman est mentionné parmi les références culturelles à l'Amérique latine dans Latinoamérica de Calle 13.